# Wimbledon 2019
De 133e editie van de Wimbledon Championships vond plaats van maandag 1 tot en met zondag 14 juli 2019. Voor de vrouwen was dit de 126e editie van het graskampioenschap. Het toernooi werd gespeeld bij de All England Lawn Tennis and Croquet Club in de wijk Wimbledon van de Britse hoofdstad Londen. De All England Lawn Tennis Club heeft besloten om vanaf deze editie voor alle wedstrijden op Wimbledon een tiebreak in te voeren op 12–12 in de beslissende set. Voorheen moest in de beslissende set met 2 games verschil gewonnen worden.
Bij het mannenenkelspel slaagde de Serviër Novak Đoković erin zijn titel te verdedigen. De titelverdedigster bij het vrouwenenkelspel was Angelique Kerber uit Duitsland, dit jaar ging de titel naar de Roemeense Simona Halep.
Het mannendubbelspel werd in 2018 gewonnen door de Amerikanen Mike Bryan en Jack Sock, dit jaar ging de titel naar de Colombianen Juan Sebastián Cabal en Robert Farah Maksoud. Titelhoudsters bij de vrouwen waren de Tsjechen Barbora Krejčíková en Kateřina Siniaková, dit jaar wonnen de Taiwanese Hsieh Su-wei en de Tsjechische Barbora Strýcová. Titelhouders in het gemengd dubbelspel waren de Amerikaanse Nicole Melichar en de Oostenrijker Alexander Peya, hun opvolgers waren de Kroaat Ivan Dodig en de Taiwanese Latisha Chan.
De Nederlandse rolstoelspeelster Diede de Groot was de titelverdedigster in zowel het enkel- als het dubbelspel (samen met de Japanse Yui Kamiji). In het dubbelspel slaagde ze met haar landgenote Aniek van Koot erin haar titel te verlengen. In het enkelspel verloor ze de finale van Van Koot. Bij de mannen won de Belg Joachim Gérard met de Zweed Stefan Olsson het dubbelspel.
Het toernooi van 2019 trok 500.397 toeschouwers.

## Toernooikalender
Bron:
| Wimbledon          | juli 2019 | juli 2019 | juli 2019 | juli 2019 | juli 2019 | juli 2019 | juli 2019             | juli 2019 | juli 2019   | juli 2019   | juli 2019    | juli 2019    | juli 2019 | juli 2019 | juli 2019 |
| Wimbledon          | maa 1     | din 2     | woe 3     | don 4     | vrĳ 5     | zat 6     | zon 7                 | maa 8     | din 9       | woe 10      | don 11       | vrĳ 12       | zat 13    | zon 14    |           |
| ------------------ | --------- | --------- | --------- | --------- | --------- | --------- | --------------------- | --------- | ----------- | ----------- | ------------ | ------------ | --------- | --------- | --------- |
| mannenenkelspel    | 1e ronde  | 1e ronde  | 2e ronde  | 2e ronde  | 3e ronde  | 3e ronde  | m i d l e s u n d a y | 4e ronde  |             | kwartfinale |              | halve finale |           | finale    |           |
| vrouwenenkelspel   | 1e ronde  | 1e ronde  | 2e ronde  | 2e ronde  | 3e ronde  | 3e ronde  | m i d l e s u n d a y | 4e ronde  | kwartfinale |             | halve finale |              | finale    |           |           |
| mannendubbelspel   |           |           | 1e ronde  | 1e ronde  | 2e ronde  | 2e ronde  | m i d l e s u n d a y | 3e ronde  | kwartfinale |             | halve finale |              | finale    |           |           |
| vrouwendubbelspel  |           |           | 1e ronde  | 1e ronde  | 2e ronde  | 2e ronde  | m i d l e s u n d a y | 3e ronde  |             | kwartfinale |              | halve finale |           | finale    |           |
| gemengd dubbelspel |           |           |           |           | 1e ronde  | 2e ronde  | m i d l e s u n d a y | 2e ronde  | 3e ronde    | 3e ronde    | kwartfinale  | halve finale |           | finale    |           |

## Enkelspel
|                                      |  |                                       |
| Winnaar bij de mannen, Novak Đoković |  | Winnares bij de vrouwen, Simona Halep |

### Mannen
Net als vorig jaar won de Serviër Novak Đoković de titel. Dit jaar versloeg hij in de finale de Zwitser Roger Federer.

### Vrouwen
Titelverdedigster Angelique Kerber verloor in de tweede ronde van de Amerikaanse Lauren Davis. Net als vorig jaar verloor Serena Williams de finale, dit keer van de Roemeense Simona Halep.

## Dubbelspel

### Mannen
Van het duo dat vorig jaar won, deed enkel Mike Bryan terug mee. Samen met zijn broer Bob Bryan sneuvelde hij in de derde ronde tegen de Fransen Nicolas Mahut en Édouard Roger-Vasselin. Mahut en Roger-Vasselin verloren in de finale van de Colombianen Juan Sebastián Cabal en Robert Farah Maksoud.

### Vrouwen
De titelverdedigsters, de Tsjechische Barbora Krejčíková en Kateřina Siniaková sneuvelden in de halve finale tegen de Canadese Gabriela Dabrowski en de Chinese Xu Yifan. Dabrowski en Xu verloren in de finale van de Taiwanese Hsieh Su-wei en de Tsjechische Barbora Strýcová.

### Gemengd
Van het duo dat vorig jaar won, deed enkel Nicole Melichar terug mee. Samen met de Braziliaan Bruno Soares sneuvelde zij in de kwartfinale tegen de Chinese Yang Zhaoxuan en de Nederlander Matwé Middelkoop. In de finale versloegen de Kroaat Ivan Dodig en de Taiwanese Latisha Chan de Zweed Robert Lindstedt en de Letse Jeļena Ostapenko.

## Kwalificatietoernooi
Algemene regels – Aan het hoofdtoernooi (enkelspel) doen bij de mannen en vrouwen elk 128 tennissers mee. De 104 beste mannen en 104 beste vrouwen van de wereldranglijst die zich inschrijven worden rechtstreeks toegelaten. Acht mannen en acht vrouwen krijgen van de organisatie een wildcard. Voor de overige ingeschrevenen resteren dan nog zestien plaatsen bij de mannen en zestien plaatsen bij de vrouwen in het hoofdtoernooi – deze plaatsen worden via het kwalificatietoernooi ingevuld. Aan dit kwalificatietoernooi doen nog eens 128 mannen en 128 vrouwen mee. – Ook voor het dubbelspel worden kwalificaties gespeeld, voor acht plaatsen in het hoofdtoernooi: vier voor mannenkoppels en vier voor vrouwenkoppels.
De kwalificatiewedstrijden werden gespeeld op het Bank of England Sports Centre in Roehampton en vonden plaats van maandag 24 tot en met donderdag 27 juni 2019.
De volgende deelnemers aan het kwalificatietoernooi wisten zich een plaats te veroveren in de hoofdtabel:

### Mannenenkelspel
1. Corentin Moutet
2. Yasutaka Uchiyama
3. Andrea Arnaboldi
4. Alexei Popyrin
5. Kwon Soon-woo
6. Thiago Monteiro
7. Jiří Veselý
8. Salvatore Caruso
9. Marcel Granollers
10. Marcos Giron
11. Kamil Majchrzak
12. Grégoire Barrère
13. Noah Rubin
14. Dennis Novak
15. Yuichi Sugita
16. Ruben Bemelmans

Lucky loser
1. Brayden Schnur

### Vrouwenenkelspel
1. Cori Gauff
2. Tereza Martincová
3. Kristie Ahn
4. Arina Rodionova
5. Anna Kalinskaja
6. Kaja Juvan
7. Caty McNally
8. Varvara Flink
9. Paula Badosa Gibert
10. Giulia Gatto-Monticone
11. Elena Gabriela Ruse
12. Ysaline Bonaventure
13. Ana Bogdan
14. Beatriz Haddad Maia
15. Lesley Kerkhove
16. Yanina Wickmayer

Lucky losers
1. Marie Bouzková
2. Lauren Davis
3. Christina McHale

## Junioren
Meisjesenkelspel

Finale: Darija Snihoer (Oekraïne) won van Alexa Noel (VS) met 6-4, 6-4
Meisjesdubbelspel

Finale: Savannah Broadus (VS) en Abigail Forbes (VS) wonnen van Kamilla Bartone (Letland) en Oksana Selechmetjeva (Rusland) met 7-5, 5-7, 6-2
Jongensenkelspel

Finale: Shintaro Mochizuki (Japan) won van Carlos Gimeno Valero (Spanje) met 6-3, 6-2
Jongensdubbelspel

Finale: Jonáš Forejtek (Tsjechië) en Jiří Lehečka (Tsjechië) wonnen van Liam Draxl (Canada) en Govind Nanda (VS) met 7-5, 6-4

## Rolstoeltennis
Rolstoelmannenenkelspel

Finale: Gustavo Fernández (Argentinië) won van Shingo Kunieda (Japan) met 4-6, 6-3, 6-2
Rolstoelvrouwenenkelspel

Finale: Aniek van Koot (Nederland) won van Diede de Groot (Nederland) met 6-4, 4-6, 7-5
Quad-enkelspel

Finale: Dylan Alcott (Australië) won van Andy Lapthorne (Verenigd Koninkrijk) met 6-0, 6-2
Rolstoelmannendubbelspel

Finale: Joachim Gérard (België) en Stefan Olsson (Zweden) wonnen van Alfie Hewett (Verenigd Koninkrijk) en Gordon Reid (Verenigd Koninkrijk) met 6-4, 6-2
Rolstoelvrouwendubbelspel

Finale: Diede de Groot (Nederland) en Aniek van Koot (Nederland) wonnen van Marjolein Buis (Nederland) en Giulia Capocci (Italië) met 6-1, 6-1
Quad-dubbelspel

Finale: Dylan Alcott (Australië) en Andy Lapthorne (Verenigd Koninkrijk) wonnen van Koji Sugeno (Japan) en David Wagner (Verenigde Staten) met 6-2, 7-6(4)

## Toeschouwersaantallen en bezoekerscapaciteit
|           |        | Eerste week |         | Tweede week |
| --------- | ------ | ----------- | ------- | ----------- |
| Maandag   |        | 42.517      |         | 42.976      |
| Dinsdag   | 43.272 | 37.516      |         |             |
| Woensdag  | 43.145 | 38.551      |         |             |
| Donderdag | 42.329 | 31.904      |         |             |
| Vrijdag   | 43.560 | 32.002      |         |             |
| Zaterdag  | 41.985 | 31.660      |         |             |
| Zondag    | –      | 28.980      |         |             |
| Totaal    |        | 500.397     | 500.397 | 500.397     |

| Baan                           | Zitplaatsen                    |                                | Baan                           | Zitplaatsen |
| ------------------------------ | ------------------------------ | ------------------------------ | ------------------------------ | ----------- |
| Centre Court                   | 14.974                         |                                | Court No. 9                    | –           |
| Court No. 1                    | 12.345                         | Court No. 10                   | –                              |             |
| Court No. 2                    | 4.063                          | Court No. 11                   | 114                            |             |
| Court No. 3                    | 1.980                          | Court No. 12                   | 1.736                          |             |
| Court No. 4                    | 170                            | Court No. 14                   | 318                            |             |
| Court No. 5                    | –                              | Court No. 15                   | 318                            |             |
| Court No. 6                    | –                              | Court No. 16                   | –                              |             |
| Court No. 7                    | 114                            | Court No. 17                   | –                              |             |
| Court No. 8                    | 170                            | Court No. 18                   | 782                            |             |
| Totaal zitplaatsen             | Totaal zitplaatsen             | Totaal zitplaatsen             | Totaal zitplaatsen             | 37.084      |
|                                |                                |                                |                                |             |
| Bezoekerscapaciteit tennispark | Bezoekerscapaciteit tennispark | Bezoekerscapaciteit tennispark | Bezoekerscapaciteit tennispark | 42.000      |

## Ticketprijzen
| Dag       | Show courts  | Show courts | Show courts | Show courts | Ground Pass | Ground Pass  |
| Dag       | Centre Court | Court No. 1 | Court No. 2 | Court No. 3 | Gehele dag  | Na 17:00 uur |
| --------- | ------------ | ----------- | ----------- | ----------- | ----------- | ------------ |
| Maandag   | £ 64         | £ 56        | £ 43        | £ 43        | £ 25        | £ 18         |
| Dinsdag   | £ 64         | £ 56        | £ 43        | £ 43        | £ 25        | £ 18         |
| Woensdag  | £ 83         | £ 72        | £ 52        | £ 52        | £ 25        | £ 18         |
| Donderdag | £ 83         | £ 72        | £ 52        | £ 52        | £ 25        | £ 18         |
| Vrijdag   | £ 108        | £ 95        | £ 70        | £ 70        | £ 25        | £ 18         |
| Zaterdag  | £ 108        | £ 95        | £ 70        | £ 70        | £ 25        | £ 18         |
| Zondag    | –            | –           | –           | –           | –           | –            |
| Maandag   | £ 130        | £ 110       | £ 85        | £ 85        | £ 25        | £ 18         |
| Dinsdag   | £ 130        | £ 110       | £ 44        | –           | £ 20        | £ 14         |
| Woensdag  | £ 160        | £ 135       | £ 40        | –           | £ 20        | £ 14         |
| Donderdag | £ 160        | £ 69        | –           | –           | £ 20        | £ 14         |
| Vrijdag   | £ 185        | £ 42        | –           | –           | £ 15        | £ 11         |
| Zaterdag  | £ 185        | £ 39        | –           | –           | £ 15        | £ 11         |
| Zondag    | £ 225        | £ 33        | –           | –           | £ 8         | £ 5          |

1. ↑  Een Ground Pass gaf toegang tot het tennispark. Met een Ground Pass had men vrije toegang om wedstrijden te bekijken op de niet-gereserveerde plaatsen op de show courts No.3, No.12 en No.18. Daarnaast gaf de Ground Pass toegang tot de buitenbanen No.4-No.11 en No.14-No.17, volgens het principe 'wie het eerst komt, het eerst maalt'.
2. 1 2  Deze tickets waren inclusief een Ground Pass en gegarandeerde een zitplaats voor de gehele dag op de betreffende baan.

## Uitzendrechten
In Nederland was Wimbledon te zien bij de officiële rechtenhouder Eurosport, die het toernooi uitzond via de lineaire sportkanalen Eurosport 1 en Eurosport 2 en via de online streamingdienst, de Eurosport Player. Daarnaast werd Wimbledon uitgezonden door Ziggo Sport (beschikbaar voor klanten van tv-aanbieder Ziggo) en betaalzender Ziggo Sport Totaal. Hiervoor werd een sublicentie gebruikt die bij Eurosport is gekocht. Omdat gedurende Wimbledon ook de wielerronde Tour de France op Eurosport werd uitgezonden, had Eurosport besloten om een sublicentie te verlenen aan Ziggo Sport. De sublicentie hield in dat Ziggo Sport alle wedstrijden van alle banen live mocht uitzenden, behalve de wedstrijd die op Eurosport werd uitgezonden. Eurosport had altijd de eerste keuze welke wedstrijden live uitgezonden werden.
Bovendien werden de finales van de mannen en de vrouwen en de halve finales van de mannen live uitgezonden op de publieke omroep NOS op NPO 2 en NOS.nl.
Verder kon het toernooi ook gevolgd worden bij de Britse publieke omroep BBC, waar uitgebreid live-verslag werd gedaan op de zenders BBC One en BBC Two.